# كوشينغ (أوكلاهوما)
كوشينغ (بالإنجليزية: Cushing, Oklahoma)‏ هي مدينة تقع بولاية أوكلاهوما في الولايات المتحدة. تبلغ مساحة هذه المدينة 19.8 (كم²)، وترتفع عن سطح البحر 285 م، بلغ عدد سكانها 7826 نسمة في عام 2010 حسب إحصاء مكتب تعداد الولايات المتحدة.

## أعلام
- بوب شيرلي
- باول بلير

## وصلات خارجية
- The US50 - Cities and Towns in Oklahoma State